# オーストラリア国民党
オーストラリア国民党（オーストラリアこくみんとう、英: National Party of Australia）は、オーストラリアの議会政党である。

## 概説
伝統的に農村部の有権者を代表し、1920年「地方党」（ちほうとう、the Country Party）として設立されたが、1975年に「全国地方党」（ぜんこくちほうとう、the National Country Party）に、さらに1982年に現在のオーストラリア国民党に改称した。
連邦政治およびニューサウスウェールズ州、ビクトリア州においては、与党時にも野党時にもオーストラリア自由党およびその前身政党との保守連合内の少数派であった。クイーンズランド州においては、1957年から1959年に与党保守連合内の第1党になったことがある。

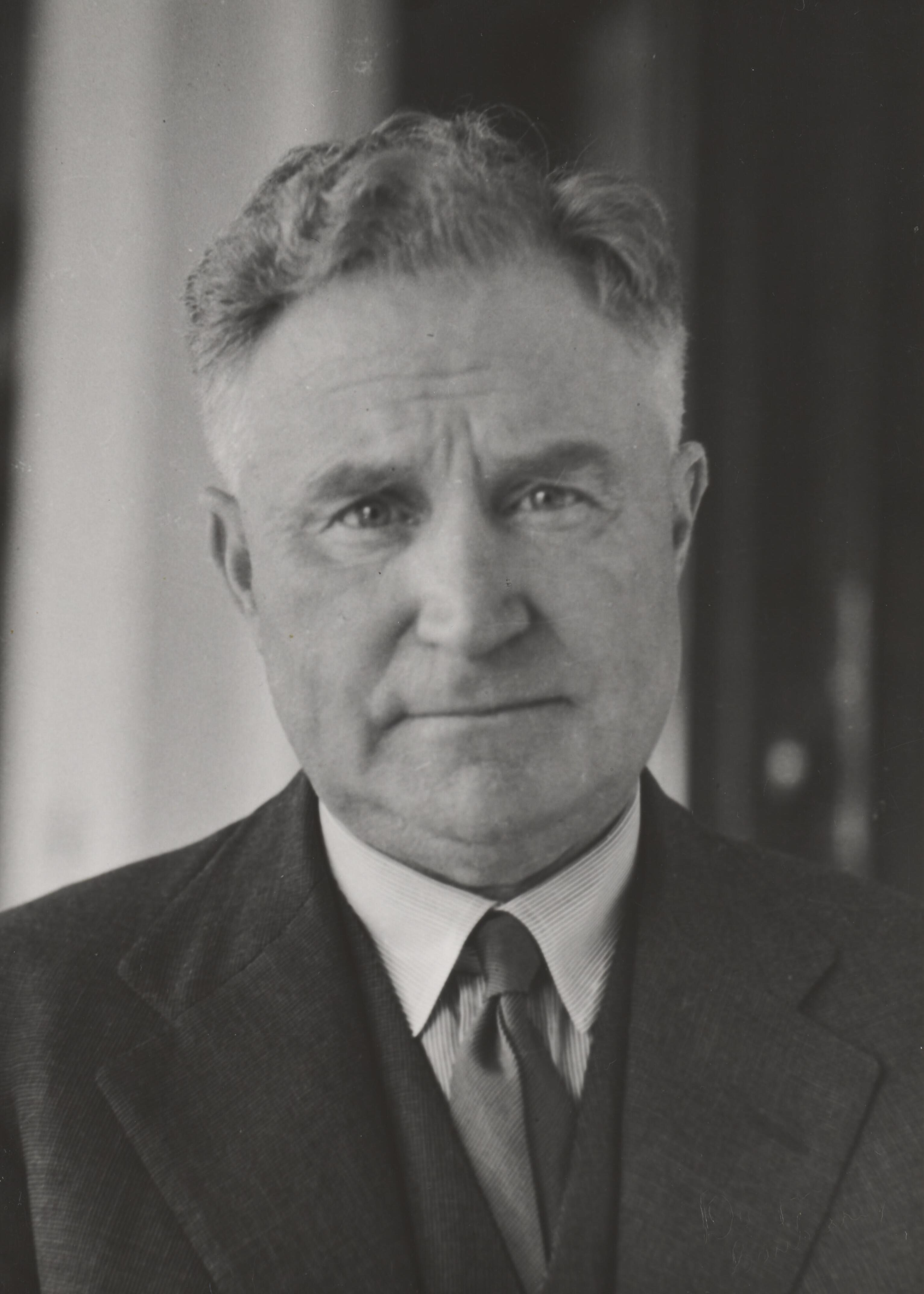
アール・ペイジ

党首は保守連合の協定に基づき副首相を務めていたが、2007年11月24日投開票が行われた下院総選挙に敗北し、野党に転落した。
2012年3月に行われたクィーンズランド州議会総選挙にて与党であった労働党を大差で負かし、自由国民党保守連合が政権を握る。
2016年7月2日の下院選挙では、自由党と保守連合を組んで過半数を得ることに成功。しかしながら2017年に次々と発覚した議員の二重国籍問題（多重国籍者の議員就任は憲法第44条で制限されている）では、バーナビー・ジョイス党首自らがニュージーランドの国籍を有する二重国籍であったこともあり、議員辞職が不可避となり過半数を割る結果となっている。

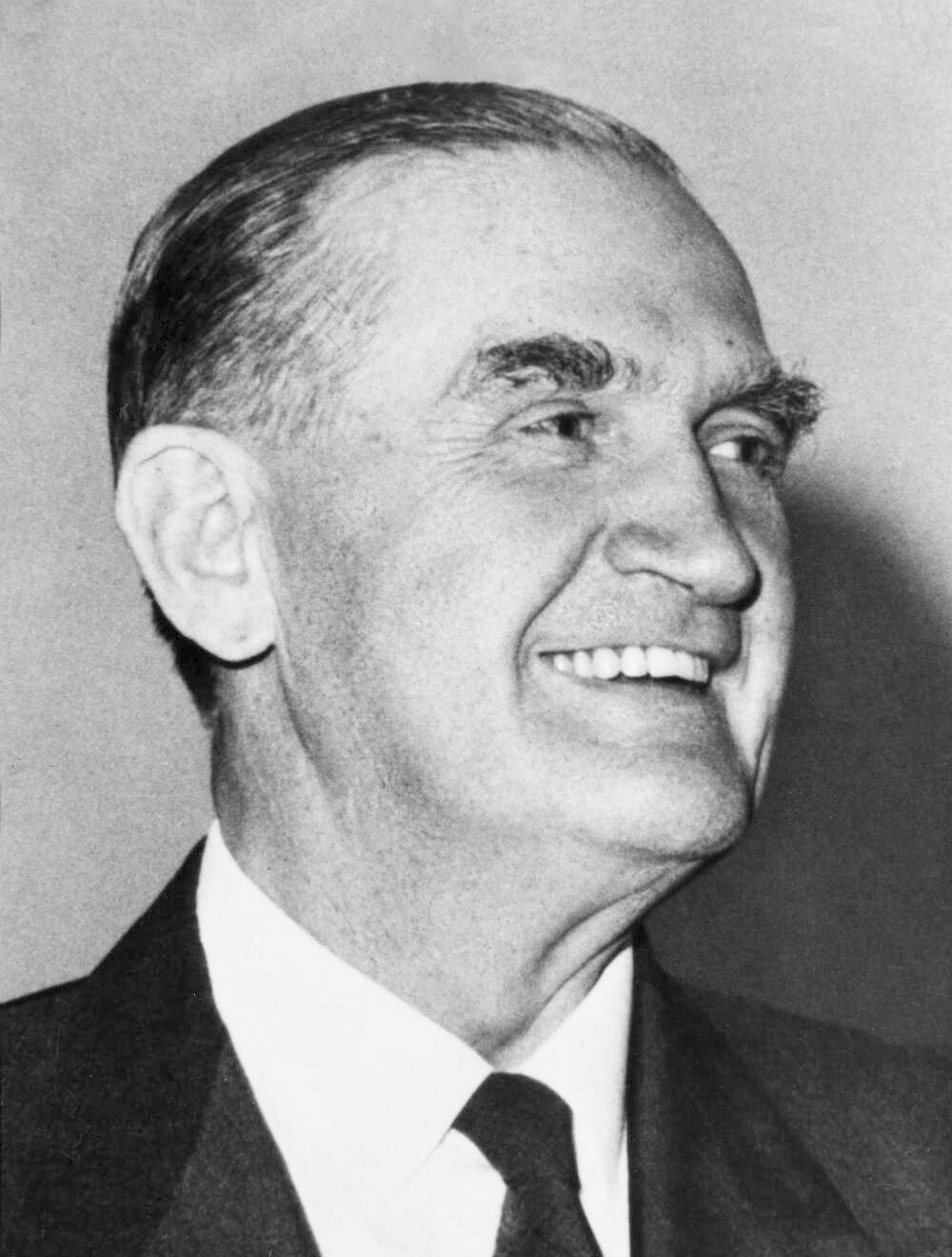
ジョン・マッキュエン

2021年、各国で地球温暖化問題対応するため二酸化炭素の排出削減目標が掲げられるようになったが、国民党は石炭など鉱業を主力産業とする地方部が支持基盤であるため、高い目標の設定に慎重な姿勢を示した。

## 著名的な党員
ウィリアム・マクウィリアムズ - 初代党首。創設者。
アール・ペイジ - 2代目党首、11代目オーストラリア首相。元医者。
アーサー・ファデン - 13代目オーストラリア首相。
ジョン・マッキュエン - 5代目党首、下院議員及び上院議員時代に内務相、外務相、民間航空相、貿易工業相、副首相、18代目オーストラリア首相をそれぞれ歴任。日豪通商協定を結んだ。